# FBXO45
FBXO45 (англ. F-box protein 45) – білок, який кодується однойменним геном, розташованим у людей на 3-й хромосомі. Довжина поліпептидного ланцюга білка становить 286 амінокислот, а молекулярна маса — 30 633.
| 10         |  | 20         |  | 30         |  | 40         |  | 50         |
| ---------- |  | ---------- |  | ---------- |  | ---------- |  | ---------- |
| MAAPAPGAGA |  | ASGGAGCSGG |  | GAGAGAGSGS |  | GAAGAGGRLP |  | SRVLELVFSY |
| LELSELRSCA |  | LVCKHWYRCL |  | HGDENSEVWR |  | SLCARSLAEE |  | ALRTDILCNL |
| PSYKAKIRAF |  | QHAFSTNDCS |  | RNVYIKKNGF |  | TLHRNPIAQS |  | TDGARTKIGF |
| SEGRHAWEVW |  | WEGPLGTVAV |  | IGIATKRAPM |  | QCQGYVALLG |  | SDDQSWGWNL |
| VDNNLLHNGE |  | VNGSFPQCNN |  | APKYQIGERI |  | RVILDMEDKT |  | LAFERGYEFL |
| GVAFRGLPKV |  | CLYPAVSAVY |  | GNTEVTLVYL |  | GKPLDG     |  |            |

A: Аланін

C: Цистеїн

D: Аспарагінова кислота

E: Глутамінова кислота

F: Фенілаланін

G: Гліцин

H: Гістидин

I: Ізолейцин

K: Лізин

L: Лейцин

M: Метіонін

N: Аспарагін

P: Пролін

Q: Глутамін

R: Аргінін

S: Серин

T: Треонін

V: Валін

W: Триптофан

Кодований геном білок за функцією належить до білків розвитку. 
Задіяний у таких біологічних процесах, як убіквітинування білків, нейрогенез, ацетилювання. 
Локалізований у клітинній мембрані, мембрані, клітинних контактах, синапсах.